# Mari(dos)
Mari(dos) es una película española de comedia de 2023 dirigida por Lucía Alemany y escrita por Pablo Alén y Breixo Corral. Está protagonizada por Paco León, Ernesto Alterio, Celia Freijeiro y Raúl Cimas. Se estrenó en cines españoles de la mano de Walt Disney Studios Motion Pictures bajo el sello de Buena Vista International España el 10 de marzo de 2023.

## Trama
Toni (Paco León) y Emilio (Ernesto Alterio) reciben la misma trágica llamada: sus mujeres están en coma tras un alud en una estación de esquí. Cuando se presentan en el mostrador de admisiones del hospital de montaña hacen un sorprendente descubrimiento: sus mujeres son, en realidad, la misma persona, Laura (Celia Freijeiro). Durante años, Laura ha llevado en secreto vidas paralelas, una salvaje montaña rusa a caballo entre sus dos familias. Obligados a convivir hasta que Laura despierte y pueda ser trasladada, Emilio y Toni luchan por demostrar quién de los dos es el único y auténtico marido.

## Reparto
- Paco León como Toni
- Ernesto Alterio como Emilio
- Celia Freijeiro como Laura Sánchez
- Raúl Cimas como médico
- Lucía Gómez como Ana
- Emma Hernández como Lucía / Luis
- Kirill Bunegin como Vladimir
- Jesús Olmedo como marido de Laura Sánchez 2
- Cristina Rodríguez como celadora
- Marina Pérez como Laura Sánchez 2
- María Córdoba como administrativa del hospital

## Producción
El guion de Mari(dos) fue escrito por Pablo Alén y Breixo Corral, quienes coincibieron la película a raíz de una historia de gente que se había quedado atrapada en un sitio y, de repente, aparecieron la mujer y la amante. El rodaje de la película empezó a principios de 2022, bajo la dirección de Lucía Alemany y con Paco León y Ernesto Alterio como protagonistas. Más adelante, se confirmó a Celia Freijeiro, Raúl Cimas, Lucía Gómez, Emma Hernández y Kirill Bunegin como parte del reparto. El rodaje tuvo lugar en distintas localizaciones de los Pirineos, así como en la Comunidad de Madrid.
El presupuesto de la película fue de 5.1 millones de euros, incluyendo 1.4 millones de euros en ayudas del ICAA.

## Lanzamiento
El 26 de enero de 2023, Buena Vista International España sacó el tráiler de Mari(dos) y confirmó su estreno en cines de España para el 10 de marzo de 2023.